# Pascal Hollenstein
Pascal Hollenstein (27 giugno 1991) è un ex giocatore di football americano e allenatore di football americano svizzero che ha giocato nel ruolo di defensive lineman.

## Palmarès
- 1 Swiss Bowl (Bern Grizzlies, 2022)